# Domenico Maria Calvarino
Domenico Maria Calvarino (Genova, ... – ...; fl. XVIII secolo) è stato un pittore italiano.

## Biografia
Noto anche come Giovan Maria, era un pittore genovese  documentato a Palermo durante il Settecento. Si è occupato della decorazione pittorica ad affresco della Chiesa di San Sebastiano, situata nei pressi di Piazza Fonderia, in collaborazione con l'architetto e pittore Andrea Palma. In particolare nel 1705 ha realizzato nella volta della navata centrale una Invocazione di San Sebastiano con i santi Rosalia e Rocco, al cospetto del Padre Eterno e dell'Immacolata, invocati dal popolo per perorare la peste. Altri contributi sono invece andati perduti.